# Ackworth (Iowa)
Pour les articles homonymes, voir Ackworth.
Ackworth est une ville, du comté de Warren en Iowa, aux États-Unis. Elle est fondée en 1874 et incorporée le 9 mai 1881.

## Source de la traduction
- (en) Cet article est partiellement ou en totalité issu de l’article de Wikipédia en anglais intitulé « Ackworth, Iowa » (voir la liste des auteurs).